# Első Fico-kormány
Az első Fico-kormány Szlovákia koalíciós kormánya volt, amely 2006. július 4-én alakult meg és 2010. július 8-ig volt hivatalban. A kabinetet Robert Fico, a baloldali Irány – Szociáldemokrácia (Smer–SD) párt elnöke vezette.

## Kormányösszetétel
| Miniszterelnök                            | Robert Fico | Smer–SD |
| Miniszterelnök-helyettes                  | Dušan Čaplovič                                                                                                 | Smer–SD |
| Pénzügyminiszter                          | Ján Počiatek                                                                                                   | Smer–SD |
| Külügyminiszter                           | Miroslav Lajčák                                                                                                | Smer–SD |
| Belügyminiszter                           | Robert Kaliňák                                                                                                 | Smer–SD |
| Közlekedési és távközlési miniszter       | Ľubomír Vážny                                                                                                  | Smer–SD |
| Munka-, szociális és családügyi miniszter | Viera Tomanová                                                                                                 | Smer–SD |
| Védelmi miniszter                         | František Kašický (2006. július 4. – 2008. január 30.) Jaroslav Baška (2008. január 30. – 2010. július 8.)     | Smer–SD |
| Kulturális miniszter                      | Marek Maďarič                                                                                                  | Smer–SD |
| Egészségügyi miniszter                    | Ivan Valentovič                                                                                                | Smer–SD |
| Gazdasági miniszter                       | Ľubomír Jahnátek                                                                                               | Smer–SD |
| Oktatási miniszter                        | Ján Mikolaj | SNS     |
| Környezetvédelmi miniszter                | Jaroslav Izák                                                                                                  | SNS     |
| Építésügyi és régiófejlesztési miniszter  | Marián Janušek (2006. július 4. – 2009. április 15.) Igor Štefanov (2009. április 15. – 2010. március 11.)     | SNS     |
| Igazságügyi miniszter                     | Štefan Harabin                                                                                                 | HZDS    |
| Földművelésügyi miniszter                 | Miroslav Jureňa (2006. július 4. – 2007. november 27.) Zdenka Kramplová (2007. november 27. – 2010. július 8.) | HZDS    |

## Története

### A 2006-os választás eredménye
A 2006. évi parlamenti választást a baloldali Irány – Szociáldemokrácia párt nyerte meg, amelynek elnöke Robert Fico, a Mikulas Dzurinda vezette Szlovák Kereszténydemokrata Unió - Demokrata Párt előtt.
A Smer a 2002-es 13,5%-os eredmény után a szavazatok 29,1%-át nyerte el a 2006. június 17-én tartott választáson és ezzel 50 mandátumot szerzett a 150 fős szlovák parlamentben, 11 százalékponttal megelőzve Mikuláš Dzurinda miniszterelnök kormánypártját.

### Kormányalakítási tárgyalások
A választás után Ivan Gašparovič szlovák államelnök Ficót kérte fel a kormányalakítási tárgyalások megkezdésére és július 3-án a Smer két jobboldali ellenzéki pártot vett maga mellé a koalíciós kormányba: a Jan Slota vezette Szlovák Nemzeti Pártot (SNS) és Vladimír Mečiar Néppárt - Mozgalom egy Demokratikus Szlovákiáért pártját (HZDS). (Az előbbi 11,7%-ot, illetve 20 mandátumot, az utóbbi 8,8%-ot és 15 mandátumot szerzett a választáson.) Mindkét párt nacionalista, szélsőjobboldali.
Mindhárom párt ellenzékben volt Dzurinda kormányzása alatt és mindhárom erősen kritikus volt az előző kormány reformjai iránt. Sok külföldi elemző ezért attól tart, Fico majdani kormánya ezekből majd sokat visszafordít, ami veszélyeztetheti a szlovák gazdasági mutatók javuló trendjét.
Az Európai Szocialisták Pártja (EPS) Robert Fico személyes magyarázata ellenére már egy nappal a koalíciós szerződés megkötése után felfüggesztette a Smer tagságát a baloldali pártszövetségben, a híradások szerint a Slota pártjával kötött szövetség miatt. A koalíciót ért villámgyors és kemény külföldi kritikákat Fico a volt kormány pártjai, üzleti csoportok és a magyar lobbi befolyásának tulajdonította.